# Monti Balcani

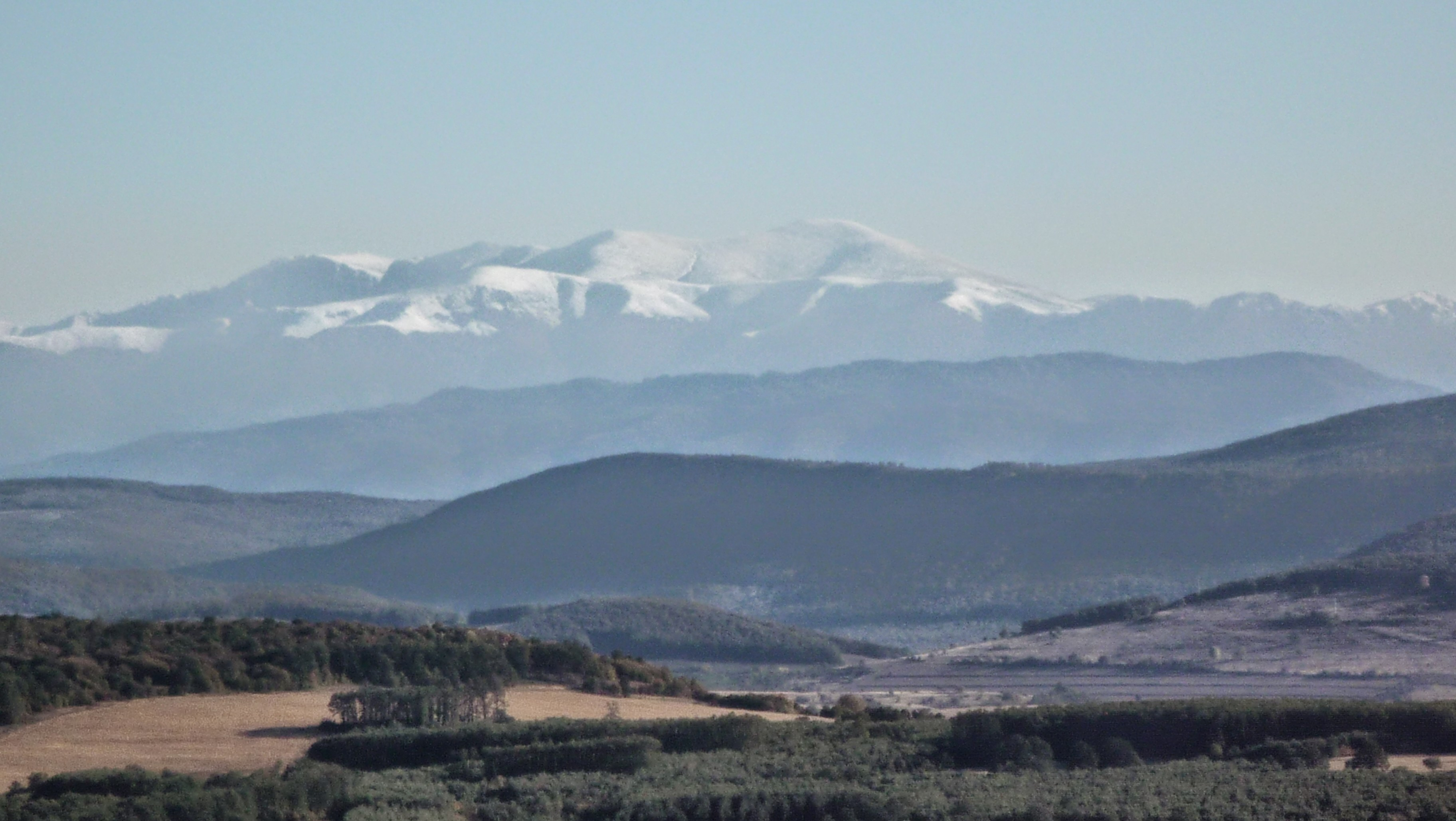
I Balcani sullo sfondo della città di Loveč in Bulgaria
.

 I monti Balcani (in bulgaro e serbo, Stàra planinà, 'montagna vecchia'; in cirillico, Стара планина; pronuncia bulgara: ˈstarɐ pɫɐniˈna; pronuncia serba: stâːraː planǐna) sono un sistema montuoso situato nella parte centrale della penisola balcanica tra Bulgaria e Serbia. La cima più alta è il monte Botev con 2.376 metri.

## Geologia
Si sono formati durante l’orogenesi alpina nel Terziario e hanno in genere forme accidentate, soprattutto nella sezione occidentale e centrale, con cime che superano i 2000 m. La parte orientale è costituita prevalentemente da calcari, marne, arenarie e conglomerati del Cretacico e del Cenozoico. Le stesse rocce sono presenti anche nella parte occidentale, dove rivestono un nucleo scistoso-cristallino.